# Deforestacja w Sri Lance
Wylesianie jest jednym z najpoważniejszych problemów środowiskowych w Sri Lance. Lesistość tego państwa, według stanu na 2017 r., wynosiła 29,7%. W latach dwudziestych wyspa Cejlon (stanowiąca ok. 99,5% powierzchni Sri Lanki) była zalesiona w 49 procentach, ale do 2005 roku wartość ta spadła do około 26 procent (29,46% w 2018 r.). W latach 1990–2010 Sri Lanka straciła 20,9% swojej pokrywy leśnej (ok. 490 000 ha), co dopowiada utracie średnio 24 500 ha lasów rocznie (1,04%). Jednakże analizując dłuższy okres, dzięki przepisom dotyczącym ochrony środowiska, począwszy od końca lat 90. XX wieku, wskaźniki wylesiania faktycznie spadły o 35%. Problem wylesiania na Sri Lance nie jest tak dotkliwy w południowych regionach górskich, jak w północnej i nizinnej południowej Sri Lance.

## Rys historyczny deforestacji w Sri Lance
Administracja holenderska oszacowała w 1794 r., że 80% całkowitej powierzchni gruntów (6,56 mln ha) było pokrytych lasem. W okresie panowania Holendrów duże ilości drewna niektórych gatunków (np. hebanu) były eksportowane do Holandii i innych krajów europejskich, co spowodowało, że gatunki te w Sri Lance niemal wyginęły. Zużycie drewna w samym kraju było w tym okresie bardzo niewielkie, natomiast duże ilości drewna pozyskiwano z gruntów prywatnych. Poza tym pod koniec XVII wieku Holendrzy wprowadzili na masową skalę uprawę drzew tekowych – w pobliżu wybrzeża założono wówczas wiele plantacji tego gatunku.